# Tyler Kornfield
Tyler Kornfield est un fondeur américain, né le 9 février 1991 à Anchorage.

## Biographie
Kornfield prend à ses premières compétitions officielles en 2008. Il commence à skier au centre de ski de l'université Alaska Pacific. 2e du sprint aux Championnats des États-Unis en 2010, il prend part à ses premiers championnats du monde junior a Hinterzarten juste après.
En 2012, il remporte son premier titre national sur le sprint classique, avant d'obtenir un succès sur le même format lors de l'US Super Tour.
Il participe aux Championnats du monde des moins de 23 ans en 2014 à Val di Fiemme, prenant notamment la 19e place sur le sprint.
En janvier 2018, dans sa ville natale d'Anchorage, il remporte un nouveau titre national sur le trente kilomètres classique.
Juste après, il est appelé en Coupe du monde pour le sprint classique de Planica (37e). Il participe ensuite aux Jeux olympiques de Pyeongchang, prenant la 70e place au quinze kilomètres libre et la 44e place au cinquante kilomètres classique.

## Palmarès

### Jeux olympiques
| Épreuve / Édition   | Sprint                           | Sprint    | 15 km | 15 km                            | Skiathlon 2 × 15 km | 50 km | Relais | Relais    |
| Épreuve / Édition   | libre                            | classique | libre | classique                        | Skiathlon 2 × 15 km | 50 km | Sprint | 4 × 10 km |
| JO 2018 Pyeongchang | Épreuve inexistante à cette date | -         | 70e   | Épreuve inexistante à cette date | -                   | 44e   | -      | —         |

Légende :
- : pas d'épreuve
- — : Non disputée par Kornfield

### Championnats des États-Unis
- Champion sur le sprint classique en 2012.
- Champion sur le trente kilomètres classique en 2018.